# Кульчев, Виктор Михайлович
Виктор Михайлович Кульчев ( 8 октября 1921, Ош, Ферганская область, Туркестанская АССР — 7 июля 1997, Днепропетровск, Украина) — советский хозяйственный, государственный и политический деятель, Герой Социалистического Труда.

## Биография
Родился в 1921 году в Оше. Член КПСС.
Участник советско-японской войны, выпускник Московского высшего технического училища им. Н. Э. Баумана (МВТУ имени Баумана). 
В 1954—1985 годах— инженер по сварке, заместитель начальника цеха, начальник сборочно-сварочного цеха, начальник цеха обтекателей и хвостовых отсеков ракет, начальник цеха сухих хвостовых отсеков, главный технолог Южного машиностроительного завода Министерства общего машиностроения СССР в Днепропетровске.
Указом Президиума Верховного Совета СССР от 23 июля 1969 года присвоено звание Героя Социалистического Труда с вручением ордена Ленина и золотой медали «Серп и Молот».
Лауреат Ленинской премии (1976).
Автор патентов.
Умер в Днепропетровске в 1997 году.